# راي بوردز
راي بوردز (بالإنجليزية: Ray Burdis)‏ هو كاتب سيناريو وممثل بريطاني، ولد في 1958.

## أعمال

### أفلام
- (1982) غاندي[1][2][3]

## وصلات خارجية
- راي بوردز على موقع IMDb (الإنجليزية)
- راي بوردز على موقع ألو سيني (الفرنسية)
- راي بوردز على موقع ميوزك برينز (الإنجليزية)
- راي بوردز على موقع أول موفي (الإنجليزية)
- راي بوردز على موقع قاعدة بيانات الأفلام السويدية (السويدية)
- راي بوردز على موقع ديسكوغز (الإنجليزية)
- راي بوردز على موقع قاعدة بيانات الفيلم (الإنجليزية)
- راي بوردز على موقع كينوبويسك (الروسية)